# BC Drop Shot
Der BC Drop Shot ist niederländischer Badmintonverein aus Den Haag. Der Klub spielte über drei Jahrzehnte in der Eredivisie, der höchsten Liga in den Niederlanden. 

## Geschichte
Der Verein entstand am 1. Oktober 1947 als Winteralternative zum Tennisclub Lucky Stroke. Offiziell ist der BC Drop Shot damit der älteste Badmintonverein der Niederlande. Zwischen 1957 wurde 1962 Drop Shot dreimal niederländischer Meister unter anderem unter Mitwirkung von Ferry Sonneville, welcher in den Niederlanden studierte. Weitere bekannte Spieler waren in der Folgezeit Joke van Beusekom, Monique Hoogland oder Dicky Palyama.